# Haven: Call of the King
Pour les articles homonymes, voir Haven.
Pour le jeu vidéo de 2020, voir Haven (jeu vidéo).
Haven: Call of the King est un jeu vidéo d'action-aventure développé par Traveller's Tales et édité par Midway Games, sorti en 2002 sur PlayStation 2.

## Accueil
- Jeux vidéo Magazine : 14/20[1]
- Jeuxvideo.com : 13/20[2]